# Pignataro Maggiore
Pignataro Maggiore è un comune italiano di 5 744 abitanti della provincia di Caserta in Campania.
Posto ai piedi dei Monti Trebulani, Pignataro si sviluppa tra le pendici della collina di San Pasquale e l'Appia.

## Geografia fisica

### Territorio
Pignataro Maggiore sorge in una zona precollinare, di struttura geologicamente composita, con tufiti piroclastiche sovrapposte e formazioni calcaree preappenniniche. Alle spalle della cittadina, si innalzano da ovest verso est, il Monte Morata (301 m), il Monte Pozzo (419 m), il Monte Trone (350 m) e il Monte S.Angelo (278 m), che fanno parte del massiccio dei Monti Trebulani.
Il territorio si estende dal preappennino fino alla Pianura Campana, delimitato a nord dal Vulcano spento di Roccamonfina e a sud dal fiume Volturno.
Il punto più alto del paese è il convento di Santa Croce, posto sulla collina di San Pasquale, a circa 170 m s.l.m.
Pignataro confina a nord-ovest e a pvest con Calvi Risorta (5.5 km), a nord-est con Giano Vetusto (4.5 km), a est con Pastorano (2.5 km), a sud con Grazzanise (17 km), a Sud-Ovest con Sparanise (9.5 km) e Francolise (12 km).

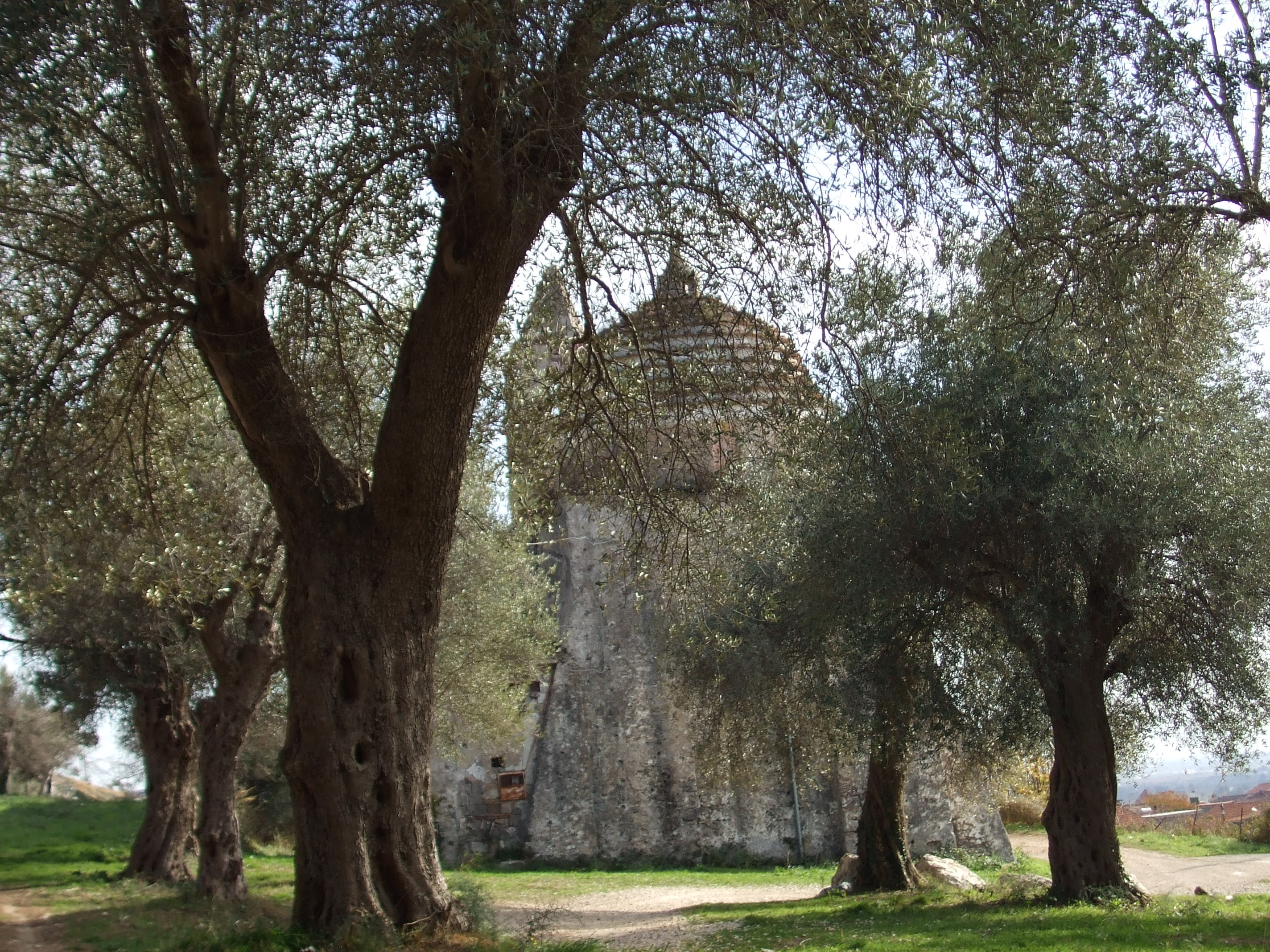
L'olivo, albero disseminato in tutto il territorio pignatarese

La vegetazione tipica che ricopre il territorio pignatarese è formata da altifusti legnosi come il pino (pino domestico, pino d'Aleppo che forma una pineta molto folta che ricopre tutta la collina di San Pasquale);
l'ulivo, che ricopre un po' tutto il territorio pignatarese, la quercia, la pianta da agrumi, il melo e il pesco, di cui il paese ne è un forte produttore.
Il clima favorisce, nelle aree periferiche, in pianura, gli allevamenti di bufale (Bubalus bubalis).
- Classificazione sismica: sismicità di seconda categoria[5]

### Idrografia
Nel territorio pignatarese è attraversato da un solo corso d'acqua: il torrente Rio Lanzi, che delimita anche il confine con il comune di Calvi Risorta.

### Clima
Dalle medie termiche sotto riportate si evince che il clima di Pignataro Maggiore, secondo la classificazione di Koppen, rientra nel cosiddetto clima temperato mediterraneo d'altitudine (Csb); quest'ultimo è comune alle aree collinari delle regioni del centro Italia, della Campania, della Basilicata e alle zone di bassa montagna di Sardegna e Sicilia. Volendo soffermarci su alcune curiosità statistiche, si può notare come la differenza tra la media mensile del mese più caldo (agosto) e quella del mese più freddo (gennaio) è di 15.5 °C. È evidente, altresì, che ben 6 mesi presentano una media di temperature minime intorno e al di sotto dei 10 °C, sintomo questo della presenza piuttosto significativa del fenomeno dell'inversione termica.
- Classificazione climatica: zona C, 1229 Gradi giorno[6]

| Mese                     | Gen | Feb | Mar  | Apr  | Mag | Giu  | Lug | Ago  | Set | Ott | Nov | Dic |
| ------------------------ | --- | --- | ---- | ---- | --- | ---- | --- | ---- | --- | --- | --- | --- |
| Temperatura massima (°C) | 13  | 14  | 16   | 18   | 23  | 26   | 29  | 30   | 27  | 22  | 17  | 14  |
| Temperatura minima (°C)  | 3   | 4   | 5    | 7    | 11  | 15   | 17  | 17   | 15  | 12  | 7   | 5   |
| Temperatura media (°C)   | 8   | 9   | 10,5 | 12,5 | 16  | 20,5 | 23  | 23,5 | 21  | 16  | 12  | 9,5 |
| Precipitazione (mm)      | 104 | 81  | 72   | 69   | 44  | 28   | 19  | 47   | 78  | 118 | 136 | 103 |
| Umidità (%)              | 78  | 76  | 74   | 75   | 74  | 72   | 71  | 70   | 71  | 74  | 77  | 78  |

## Origini del nome
L'origine della denominazione Pignataro segue diverse ipotesi:
- Il Borrelli faceva derivare il nome da « Pillata ad rivum », cioè, Pineta presso il Rio Lanzi; questa ipotesi è però molto erudita e perciò da scartare; inoltre essa non tiene conto che in Pinatarium, -arium è solo un suffisso. Pertanto si potrebbe avanzare un'altra ipotesi più attendibile sul piano scientifico- filologico: il nome deriverebbe da un Pinetarium = Luogo di una pineta;
- il termine Pignataro, sia come nome del Casale, sia come cognome di una famiglia capuana, fin dalle testimonianze angioine, era qual è oggi (non ha subito cioè alterazioni), è più lecito pensare che il paese prendesse il nome da una famiglia, per esempio, quella capuana, citata nella pergamena trovata dal Penna;
- ancora un'altra ipotesi vorrebbe far derivare il nome dal mestiere dei pignattari (= fabbricanti di pignatte) in relazione al mestiere dei primi abitanti del paese; si pensi, a tal proposito, alla lavorazione degli oggetti di creta o terracotta degli antichi Caleni, una parte dei quali avrebbe dato origine al nostro paese.[8]

Il 15 dicembre 1862 è stato aggiunto al nome del paese il termine Maggiore, dall'omonimo monte che si trova alle sue spalle, per distinguerlo dall'altro Pignataro che si trova vicino a Cassino e che a sua volta assunse poi il nome di Pignataro Interamna.

## Storia

### Dalle origini all'età romana
La storia di Pignataro, in età romana, è ricondotta a quella della città antica di Cales.
Zona di cuscinetto tra il Lazio e il Sannio, Cales, come le altre città della Campania, era contesa da entrambi per la sua posizione strategica. Nel 420 a.C. i Romani, sconfitti i Sanniti che l'occupavano, la ridussero a Colonia romana con diritto di conservare cittadinanza ed amministrazione propria e facoltà di battere moneta. Paradossalmente fu proprio da colonia romana che Cales attraversò un periodo di grande prosperità. Purtroppo tale prosperità non durò a lungo, perché poco più di un secolo dopo, la fiorente colonia romana cadde di nuovo sotto il dominio dei Sanniti nel 298 a.C., e di Annibale poi, nel 211. Per colmo di sventura, trasferitasi la guerra punica dall'Italia nella Spagna, Cales dovette subire anche rappresaglie delle milizie romane per non avere fornito a Roma i richiesti aiuti militari e flnanziari. Iniziò così per Cales il periodo oscuro della decadenza. I suoi abitanti (ormai pochi superstiti), esposti per secoli a continui saccheggi ed incursioni, decimati da epidemie e terribili calamità naturali (alluvioni, terremoti, ecc.), oppressi dai barbari prima e dai saraceni poi, alla fine dell'VIII secolo d.C., abbandonarono la loro patria, ormai distrutta, per cercare scampo altrove. Sorsero così i primi nuclei di quelli che sarebbero stati in seguito i futuri centri abitati di Calvi Risorta, Sparanise, Francolise e Pignataro Maggiore.

### Medioevo fino al XVII secolo
In che epoca sia sorto Pignataro Maggiore non è possibile asserirlo con certezza. I documenti più antichi a disposizione ci testimoniano l'esistenza di un Casale di Pignataro in territorio capuano, negli anni 1275-1277; una pergamena dell'archivio arcivescovile di Capua fa menzione di una villa Pignataro per l'anno 1268. Dunque Pignataro già esisteva nel XIII secolo.
Se poi prendiamo in considerazione alcune testimonianze architettoniche (chiesette di San Giorgio e di Grazzano) siamo indotti a spostare indietro di alcuni secoli l'origine del paese: le due chiesette infatti, a giudizio degli intenditori, ci riportano intorno all'anno Mille.
E nulla vieta di collocare l'origine di Pignataro addirittura nel IX secolo se il sorgere del paese si mette in relazione con la dispersione dei Caleni dopo la distruzione di Calvi ad opera dei Saraceni verso 840 o anche prima. Tanto che don Salvatore Palumbo avanzava l'ipotesi che i Saraceni, dopo aver fondato Pignataro presso Cassino, ritirandosi, abbiano potuto dar vita ad un altro agglomerato presso la Calvi distrutta.
Nel 1647, al tempo della rivoluzione di Masaniello, Calvi e Pignataro furono saccheggiate dalle truppe di
Diomede Carafa. La casa vescovile fu quasi diroccata e l'archivio incendiato; il vescovo di allora, Gennaro I, trasferì la sede vescovile a Pignataro. Su Pignataro esistono scritti risalenti al 1771-1773 del vescovo Zurlo ove il paese è descritto:
ingegneri di milizia. Non mancano artefici, come muratori, legnaioli, calzolai, sartori e fiorari. Tre officine di pasta, che provvedono la diocesi, le città di Teano, Carinola, Venafro ed Isernia con i loro Casali.»
così il vescovo Zurlo continua nell'elencare molteplici attività che danno dell'epoca lo spaccato di un paese ricco ed operoso, quasi autosufficiente, tanto da fornire tutto il circondario e oltre di pasta, carne, olio e ottimo vino.

### XVIII e XIX secolo
Il 20 maggio 1815 a Casa Lanza, nel comune confinante di Pastorano, fu firmato il trattato di pace tra Gioacchino Murat e l'Austria.
Il 15 gennaio 1826 il re di Napoli, Francesco I, con la regina, visitò il convento di S. Pasquale.
Nel 1869 veniva fondata la Congregazione di Carità (= Ente Comunale Assistenza).
La Banda Musicale fu costituita nel 1878, nel 1882 l'avv. Bartolomeo Scorpio fondava la Società Operaia « Libertà e Lavoro » e nel 1886 dava vita alla Banca Popolare Cooperativa « Previdenza e Risparmio ».
Il 5 aprile 1900 moriva il pittore Luigi Toro, ospite presso la casa del futuro storico N. Borrelli.
Il campo sportivo fu costruito nel 1929-1933; il 14 febbraio 1923 vi furono trasportati i resti mortali dei nostri antenati, sepolti nel vecchio cimitero di S. Pasquale. Nel maggio 1923 si ebbe l'illuminazione elettrica che sostituiva i lampioni a petrolio.
Nel 1925, il palazzo Scorpio diveniva la nuova sede municipale. L'edificio scolastico a Monte fu costruito tra il 1920 e 1930. L'Asilo infantile fu fondato nel 1911. Nel 1932 sorse il Monumento ai Caduti; nel 1924 era stato aperto il viale della Rimembranza per onorare la memoria dei 15 pignataresi caduti nella prima guerra mondiale.

### Gli eccidi nazisti del 1943
Il 12 e il 14 ottobre del 1943, nei pressi di alcune abitazioni rurali delle contrade Taverna (12 ottobre) e Arianova (14 ottobre) di Pignataro Maggiore, sono avvenute due stragi naziste che costarono la vita a 20 civili, tra uomini, donne, ragazzi e un bambino di pochi mesi. Due stragi accompagnate da altri cinque delitti isolati perpetrati, nel centro abitato, con fredda determinazione dagli uomini della Goering. Le vicende sono state oggetto di una compiuta ricerca documentaria e di uno studio analitico in grado di far comprendere a pieno tutta l’importanza che esse rivestono nella storia della resistenza civile sviluppatasi durante l’occupazione nazista della Campania. Il testo, intitolato Eccidi Nazisti - Pignataro Maggiore ottobre 1943. Una Comunità ferita si racconta, è stato curato dal prof. Giovanni Borrelli e pubblicato dall'associazione culturale "La Città del Sole" nel 2010. Esso costituisce un significativo contributo storiografico ed un ulteriore progresso nel recupero della conoscenza della storia della seconda guerra mondiale in Terra di Lavoro. Come scritto dallo storico Felicio Corvese, si è giunti ad "un risultato che si ottiene sia attraverso i documenti di storia orale presentati, frutto di un lungo e paziente lavoro di raccolta e trascrizione delle testimonianze di sopravvissuti e di familiari delle vittime, sia con una rilettura più completa ed attenta del materiale cartaceo esistente e consultabile, compresi i resoconti, inediti, che accompagnano alcuni reportages di guerra alleati".
Il recupero della memoria de "La Città del Sole" è poi proseguito negli anni successivi con una serie di iniziative di sensibilizzazione. In ordine cronologico, la diffusione della storia sugli organi di informazione nazionali a partire dal 2010, l'intitolazione di "via 12 e 14 ottobre 1943" nel 2011 e, in ultimo, la pubblicazione di Per una memoria pubblica - Spunti e riflessioni sugli eccidi nazisti di Pignataro Maggiore. Nell'ottobre del 2016 il Comune di Pignataro Maggiore ha ufficialmente richiesto alle autorità competenti un'onorificenza al merito civile per il gonfalone civico, come riconoscimento morale per la popolazione.
Con decreto del presidente della Repubblica Sergio Mattarella, il 22 novembre del 2017 viene concessa a Pignataro Maggiore la medaglia d'argento al merito civile per gli eccidi nazisti del 12 e 14 ottobre del 1943. Infine, il 20 aprile del 2018 il prefetto di Caserta Raffaele Ruberto consegna al Comune l'onorificenza, oggi collocata sul gonfalone comunale.

### Simboli

Lo stemma di Pignataro

Lo stemma civico di Pignataro presenta la figura di un pino: esso deriva quasi certamente dalle due basse colonne della chiesa di Grazzano sulle quali sono scolpite la figura di un pino e delle lettere ai lati; e propriamente: V. P. (figura di un pino) I. G.; inoltre sull'ultima lettera sono scolpite due j. Dal Ragguaglio istorico del vescovo Zurlo si apprende che queste due colonne erano state trasportate di recente davanti all'atrio della chiesetta (il vescovo scriveva intorno al 1775). Donde provenissero, però, il vescovo non dice. Riguardo al significato delle lettere siglate: V. dovrebbe essere l'iniziale di un nome proprio di persona; P. il nome della famiglia Pignataro; I. = Iudex; G. = Gastaldus; jj sopra la G.) = per la seconda volta. Quindi il tutto significherebbe: V.(incenzo) (o Vito, ecc.) Pignataro, Giudice Gastaldo per la seconda volta. (Il Gastaldo era preposto all'amministrazione dei beni pubblici).
Il gonfalone è un drappo di azzurro.

## Monumenti e luoghi d'interesse

### Architetture religiose
- Chiesa di Santa Maria della Misericordia, la chiesa madre sorge al centro del paese, in un'ampia piazza, fulcro della vita paesana. Fu costruita per volontà del vescovo Giuseppe Maria Zurlo nella seconda metà del Settecento: I lavori ebbero inizio nel 1757. La costruzione affiancava la vecchia chiesa del 1559, piccola per l'epoca e che non poteva contenere l'accresciuta popolazione del paese. Per mero caso nella vecchia e attigua chiesetta sono affiorati degli affreschi cinquecenteschi (alle spalle di quella che era la posizione presumibile del vecchio altare). Gi affreschi, tra altri motivi, rappresentano la Madonna in trono con ai lati San Pietro e San Giovanni. La chiesa madre fa parte dell'unico complesso che racchiude l'antica chiesetta del Cinquecento nonché il grande palazzo vescovile. Il sacro luogo è costituito dalla navata centrale e relativo altare cui fanno coro otto cappelle con altrettanti altari, coro ligneo, artistico organo a canne del 1874, numerosi quadri che vanno dal XVI al XVIII secolo e pulpito di marmi policromi su colonne in marmo rosso risalente al 1796.[16]
- Chiesa di San Vito Martire in Partignano, è stata fondata nel centro della frazione nel 1878 a cura di Don Pasquale Santagata (membro di una delle famiglie più importanti di Partignano), mentre quella antica sita al margine dell'abitato (con circa mille anni di vita) è andata distrutta in occasione dell'ultimo conflitto mondiale. Ha una sola navata e quattro altari laterali: quello della famiglia Santagata, dedicato all'Addolorata, e quello dell'Annunziata a sinistra, quello di San Vito e del Sacro Cuore, a destra. Sull'altare maggiore troneggia Nostra Signora. La chiesa è dotata di un grande organo a canne, fatto installare dal parroco don Francesco Bovenzi. Le decorazioni interne furono eseguite al tempo del parroco don Fiore Branca (1919-1939).[16]

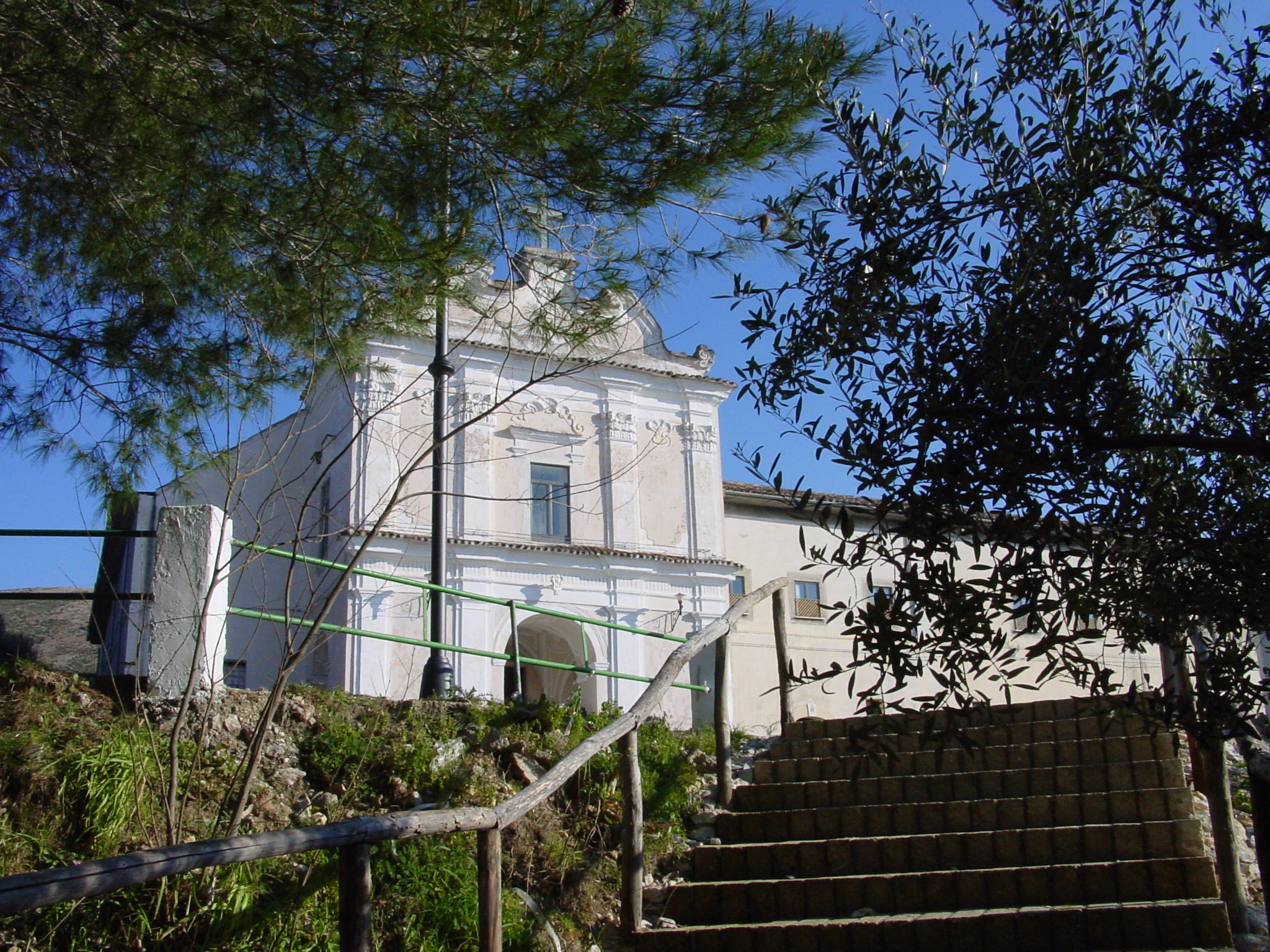
Convento Santa Croce, eretto sulla collina di San Pasquale a 170 m s.l.m.

- Convento Santa Croce, il vescovo Filippo Positano pose la prima pietra il 23 marzo 1731. La costruzione del Convento fu però rallentata dalla morte del fondatore: perciò fu portata a termine solo nel 1754. L'anno successivo si diede inizio alla costruzione dell'attigua chiesa, compiuta nel 1760. Lo stradone che porta al Convento fu aperto nel 1777. Nel 1987, ai frati francescani sono subentrate le suore clarisse. Sulla porta d'ingresso nell'atrio si legge un distico in latino, la cui traduzione è la seguente: «Qui s'apre l'ingresso a tutti; s'apre ampia la strada della salvezza; orsù dunque, entra sotto questi sacri tetti.»[16]

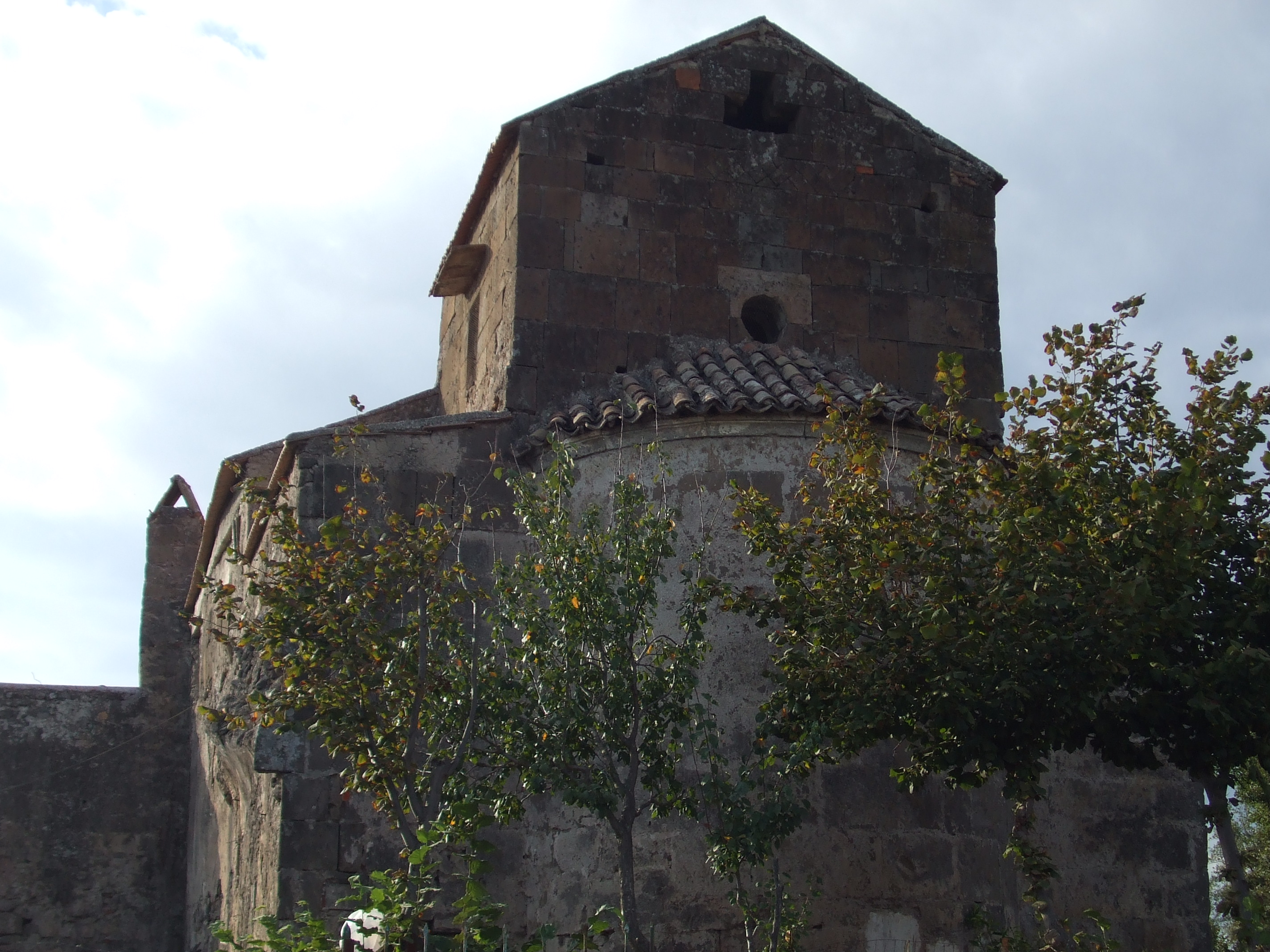
La chiesetta di Grazzano

- Chiesa di Grazzano, la più antica, il suo nome è forse una volgarizzazione di “Gratarium” (cioè di Santa Maria delle grazie). Presenta l'abside rivolta ad oriente e si può facilmente osservare dalla strada che da Pignataro conduce alla Casilina. Per la sua costruzione, che risale almeno al Mille, fu usato del materiale proveniente dall'antica Cales. Le "Rationes decimarum Italiae" ne attestano l'esistenza al 1308. È strano che nel volume della Santa Visita del 1583, di Grazzano non si faccia menzione (forse a quell'epoca Grazzano non faceva parte della diocesi di Calvi?). Dal 1644 essa risulta regolarmente visitata dal vescovo. Sulla parete dietro l'altare maggiore è dipinta l'immagine della Beata Vergine, opera fatta eseguire nel 1508 a devozione di Bernardino Canzano. Vi si celebrava la Messa ogni domenica per i contadini residenti nei dintorni, una festicciuola durante la settimana in albis nel Seicento, nel nostro secolo, invece, nel mese di ottobre. In parte restaurata a cura di don Pietro Pettrone, è stata danneggiata dal recente sisma del 1980, è ormai abbandonata.[16]

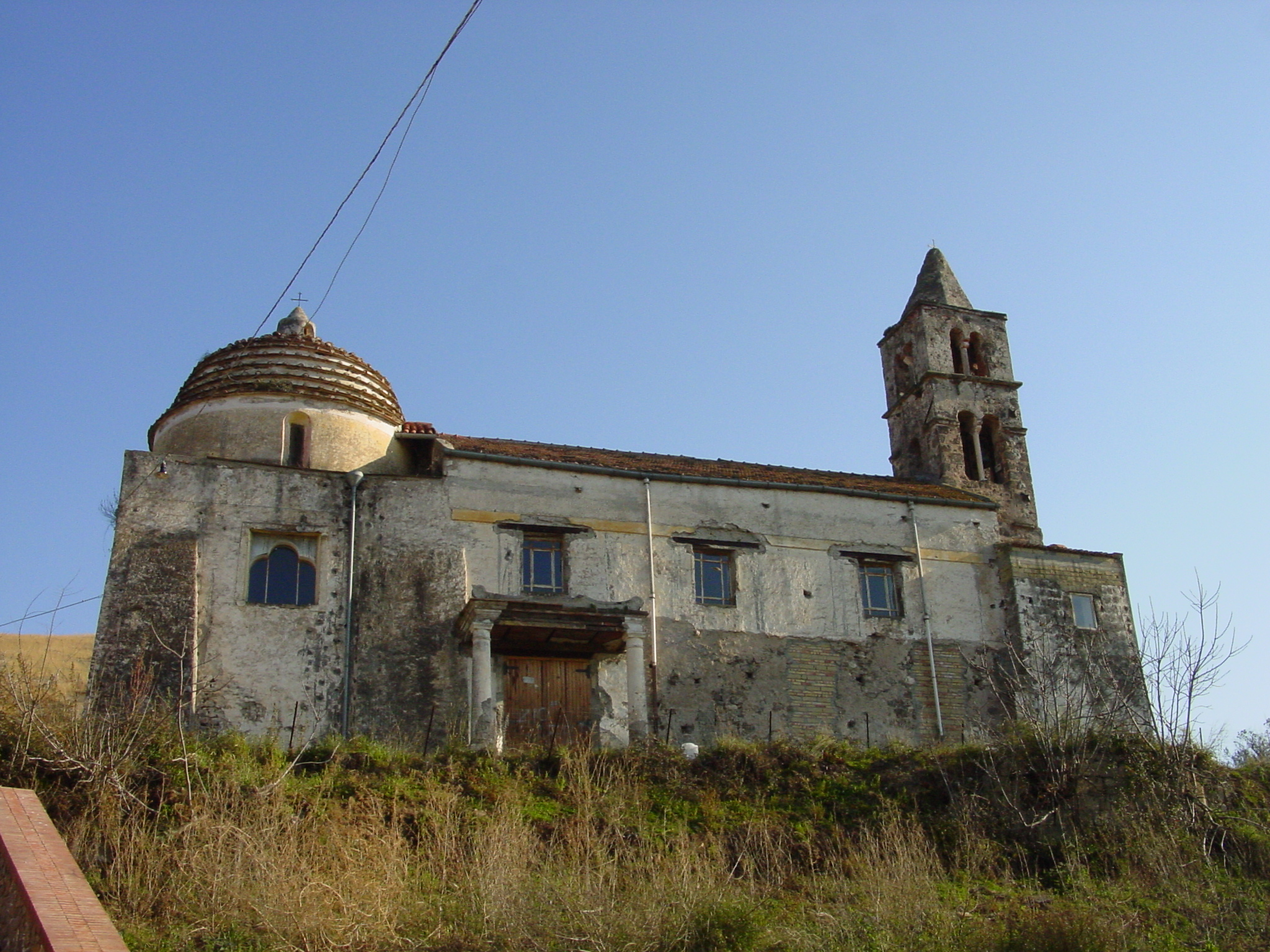
La chiesa di San Giorgio

- Chiesa di San Giorgio, sorge ai piedi dell'omonimo colle a nord del paese. Fu edificata sui resti di una villa romana del I secolo a.C., prima dell'anno Mille, tra l'VIII ed il IX secolo (presenta infatti caratteri bizantini) quando appunto in questa zona si erano formati vari agglomerati di casolari, costruiti probabilmente da Caleni, costretti ad abbandonare la propria patria, saccheggiata e devastata ripetutamente dai Saraceni. La chiesetta di San Giorgio fu la prima parrocchiale. La sua esistenza è testimoniata agli inizi del Trecento dalle Rationes Decimarum Italiae (anni 1308-1310). Continuò a fungere da parrocchia, anche quando a metà del Cinquecento, fu costruita una nuova chiesa nel centro abitato. Soltanto nel 1742, con la fondazione della collegiata nella chiesa di Santa Maria della Misericordia, si decise di trasferire l'amministrazione dei Sacramenti da S. Giorgio a quest'ultima; il che avvenne però nel 1769. Così San Giorgio cessava di essere chiesa parrocchiale; ma vi si continuò a celebrare la messa ogni domenica e vi si riunivano mensilmente i "fratelli" della Confraternita intitolata al Santo Patrono. Danneggiata e chiusa a causa dei recenti sismi, è stata restaurata e se ne attende l'apertura. In origine la chiesetta doveva essere costituita da una sola navata ed era coperta a capriate. Inoltre è opinione dell'architetto Giovan Giuseppe Palumbo che in origine il campanile si innalzasse, come corpo a sé stante, ma sempre contiguo alla facciata della chiesetta, in corrispondenza della porta principale rivolta ad oriente. Verso il Quattro-Cinquecento poi fu aggiunta la navata al lato destro; fu aperta un'altra porta sul lato della parete sinistra che guarda a mezzogiorno; inoltre il campanile fu incorporato nella struttura della chiesetta con la costruzione di due vani ai lati dello stesso; la nuova facciata incluse così anche la metà inferiore del campanile e fu sormontata da volute stirate a dorso di delfino. La parete sinistra all'esterno fu rigonfiata per consolidamento. Infine, nell'Ottocento il soffitto a capriate fu chiuso da un cassettonato, sostituito alcuni decenni addietro da un soffitto liscio.

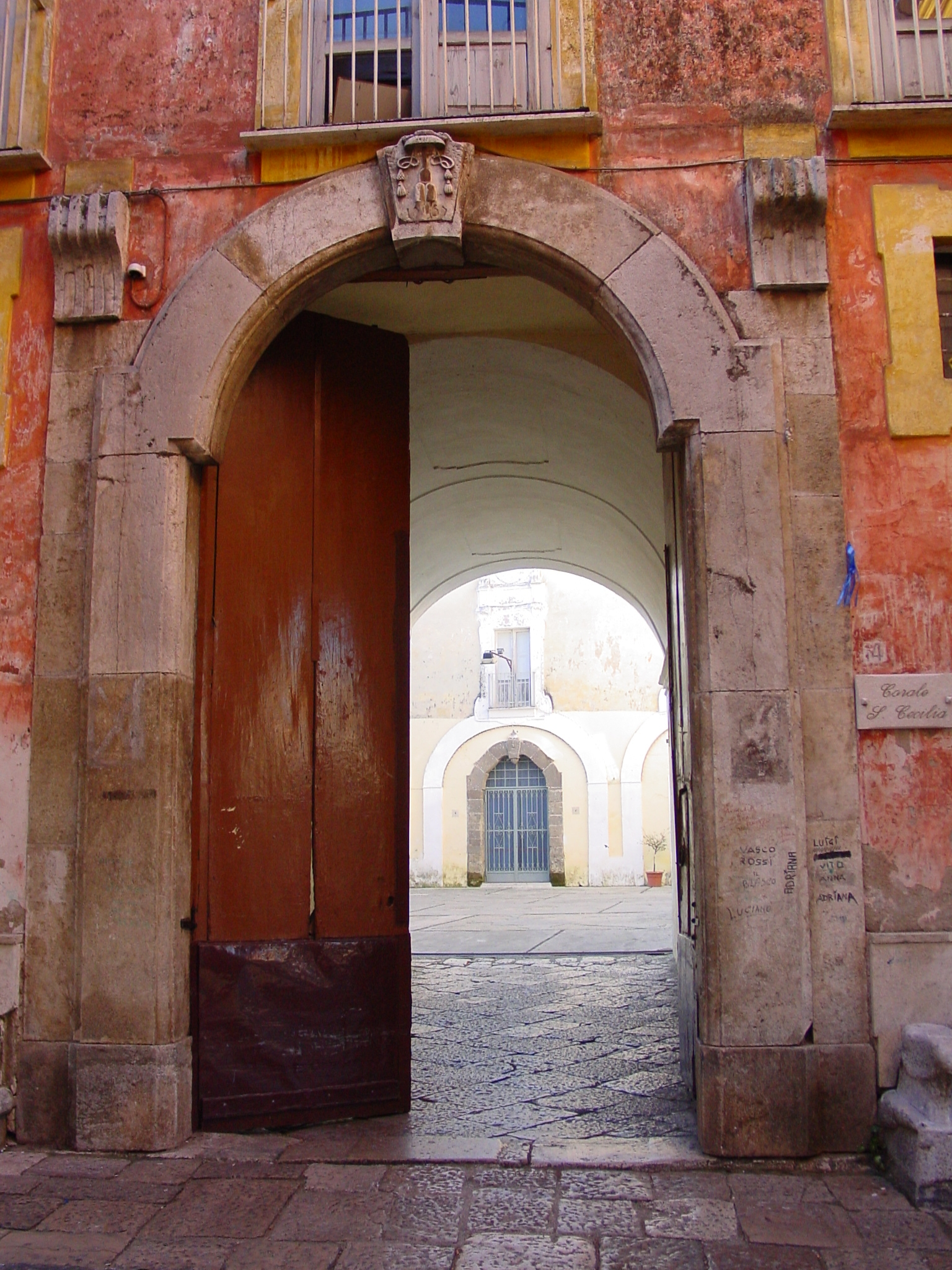
Palazzo Vescovile

- Palazzo Vescovile, o Palazzo del Vescovo, fu eretto nei primi decenni del Seicento, per ospitare il Vescovo di Calvi, Gennaro I, che nel 1647, quando Calvi fu saccheggiata dal Diomede Carafa. Il Palazzo è adiacente alla Chiesa di Santa Maria della Misericordia e presenta numerose stanze, dove oggi vi è la sede degli Scout e del Catechismo parrocchiano.

### Architetture civili
- Palazzo Scorpio, fu costruito presumibilmente tra la fine del Seicento e gli inizi del Settecento ed era in origine di proprietà Cesare Bovenzi la cui figlia Annamaria andò sposa a Bartolomeo Alvino e da questi ebbe l'antico nome di casa Alvino così come la via, oggi Via Municipio. Al lato sinistro dell'ingresso la famiglia Alvino fece edificare una cappella, oggi sconsacrata, che ebbe il nome di S. Michele come rilevasi, anche, dall'ovale posto sull'antico ingresso e ancora visibile che rappresenta il Santo. La raffigurazione fu ordinata in occasione di una Santa Visita del 1718 dal Vescovo visitatore che la impose in ossequio al titolo che in essa si trasferiva di S. Michaelis Arcangeli appartenuto ad una cappella di Via del Caffè, oggi Via Regina Elena. La cappella di San Michele dal 1948 fu della Parrocchia dell'Addolorata, trasferita poi nel mese di settembre 1973 in Via Seuce. Il Palazzo Scorpio agli inizi del Novecento fu acquistato dalla famiglia proprietaria, riattato ed adibito a Casa Comunale. Oggi ospita tutti gli uffici dell'Ente, il Comando Dei Vigili Urbani, la sede della Protezione Civile e quella della Pignataro Patrimonio.

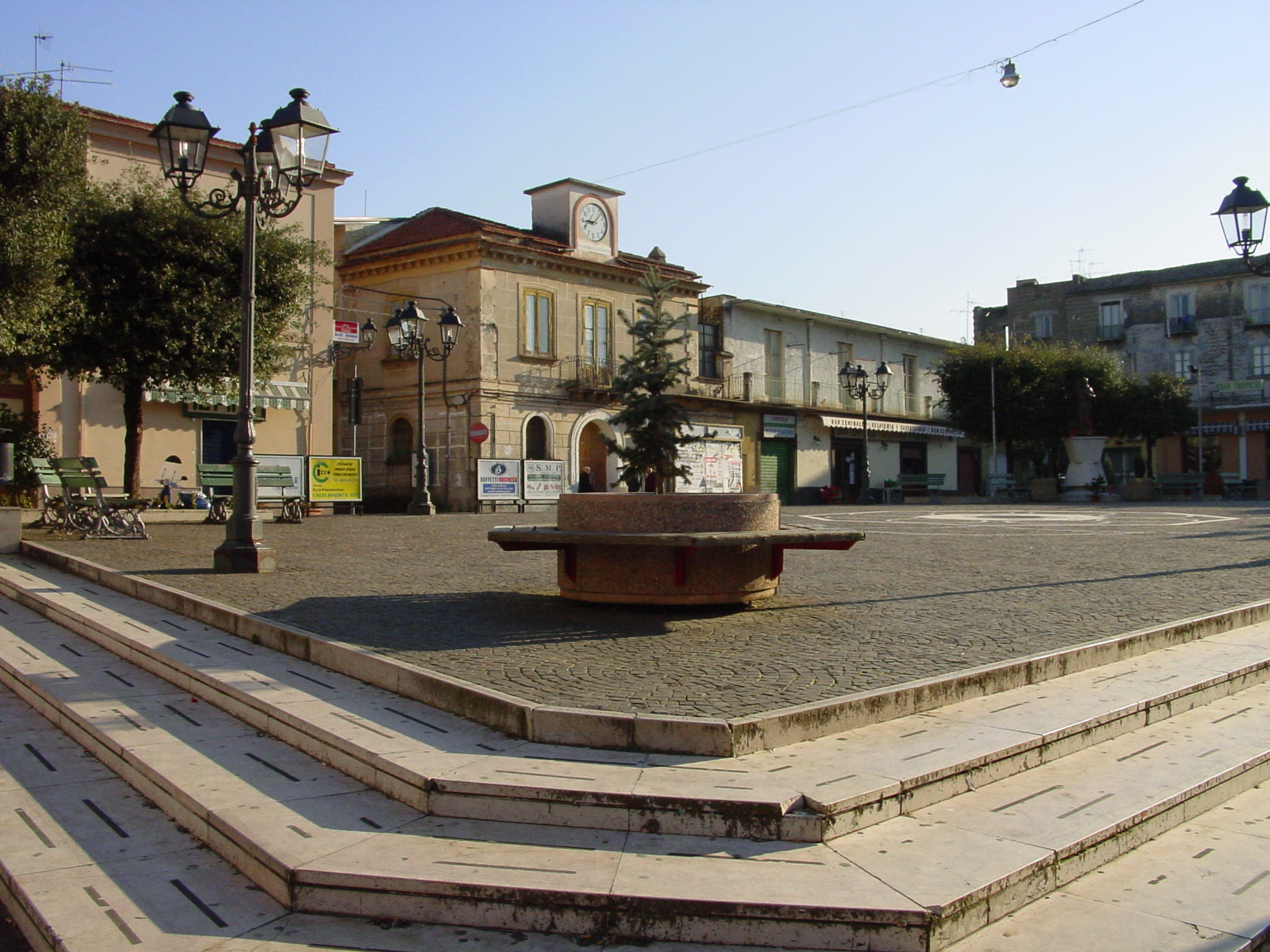
Piazza Umberto I

- Piazza Umberto I, è la piazza principale del paese, nonché il luogo principale di aggregazione cittadino. Sulla piazza si affacciano numerosi bar e circoli culturali e militari, la Chiesa Madre e il Palazzo Vescovile. La piazza in origine era costituita da quel breve spazio di forma grosso modo circolare, nel quale oggi, confluiscono le vie Guindoli, Cavella e Delle Zite. Il primo ampliamento avvenne nel 1814: si aggiunse la zona a ridosso del circolo Unione, il secondo ampliamento fu effettuato sotto l'amministrazione del podestà Fusco, con l'acquisto del giardino del Vescovo.

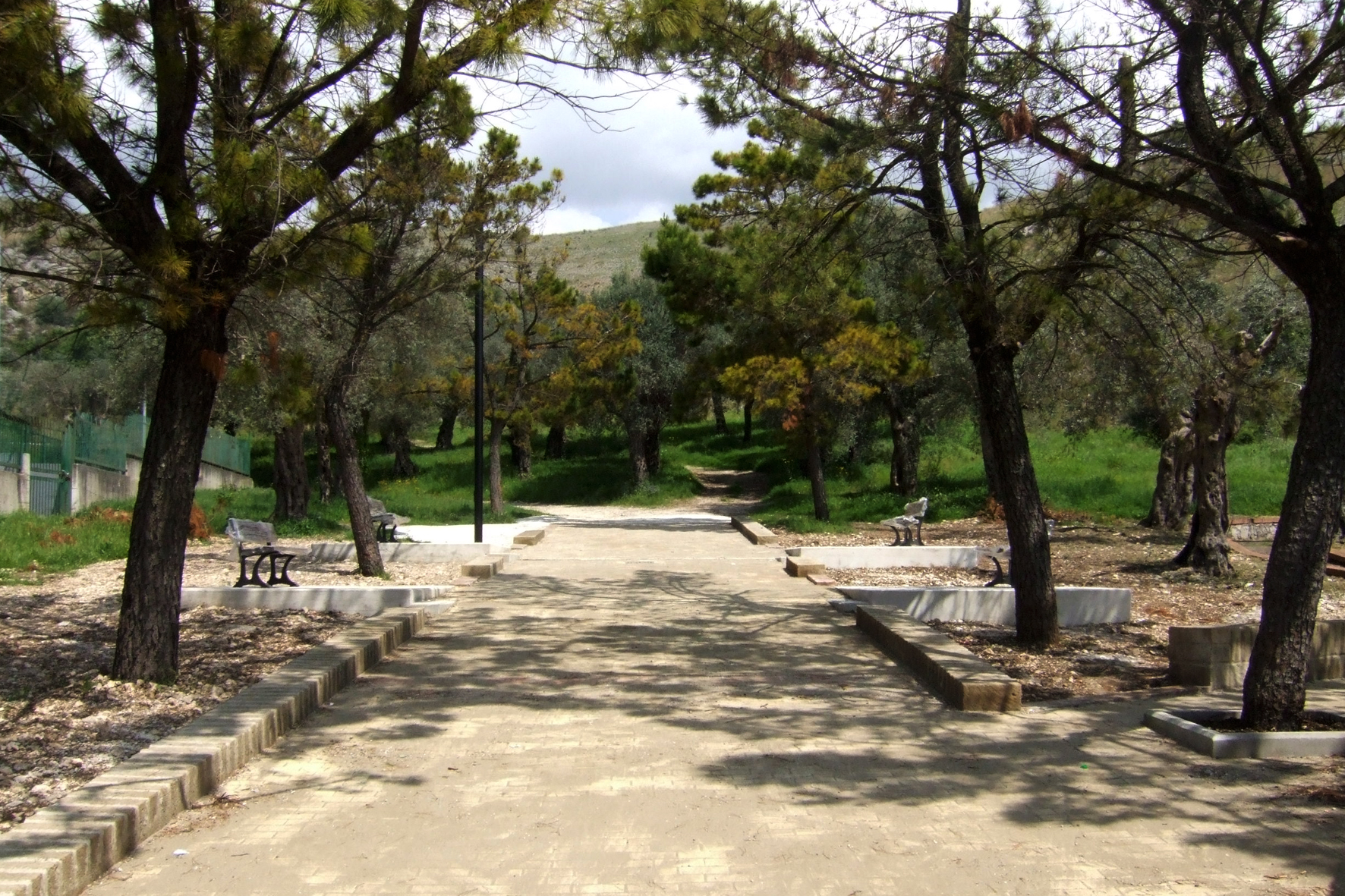
Uno scorcio del Parco San Giorgio

### Aree naturali
- Parco San Giorgio, ristrutturato nella primavera del 2010, si trova ai piedi della collina di S.Pasquale e presenta tanti spazi per i bambini con giochi attrezzati, panchine, uno spiazzale per conferenze e feste estive. Esso ha sempre rappresentato un punto di aggregazione forte del paese ed oggi, dopo la ristrutturazione, vi sono molte famiglie che vi passano le caldi e afose giornate estive, cercando un po' di tranquillità stando a contatto con la natura. Il nome deriva dal patrono di Pignataro Maggiore, San Giorgio Martire.

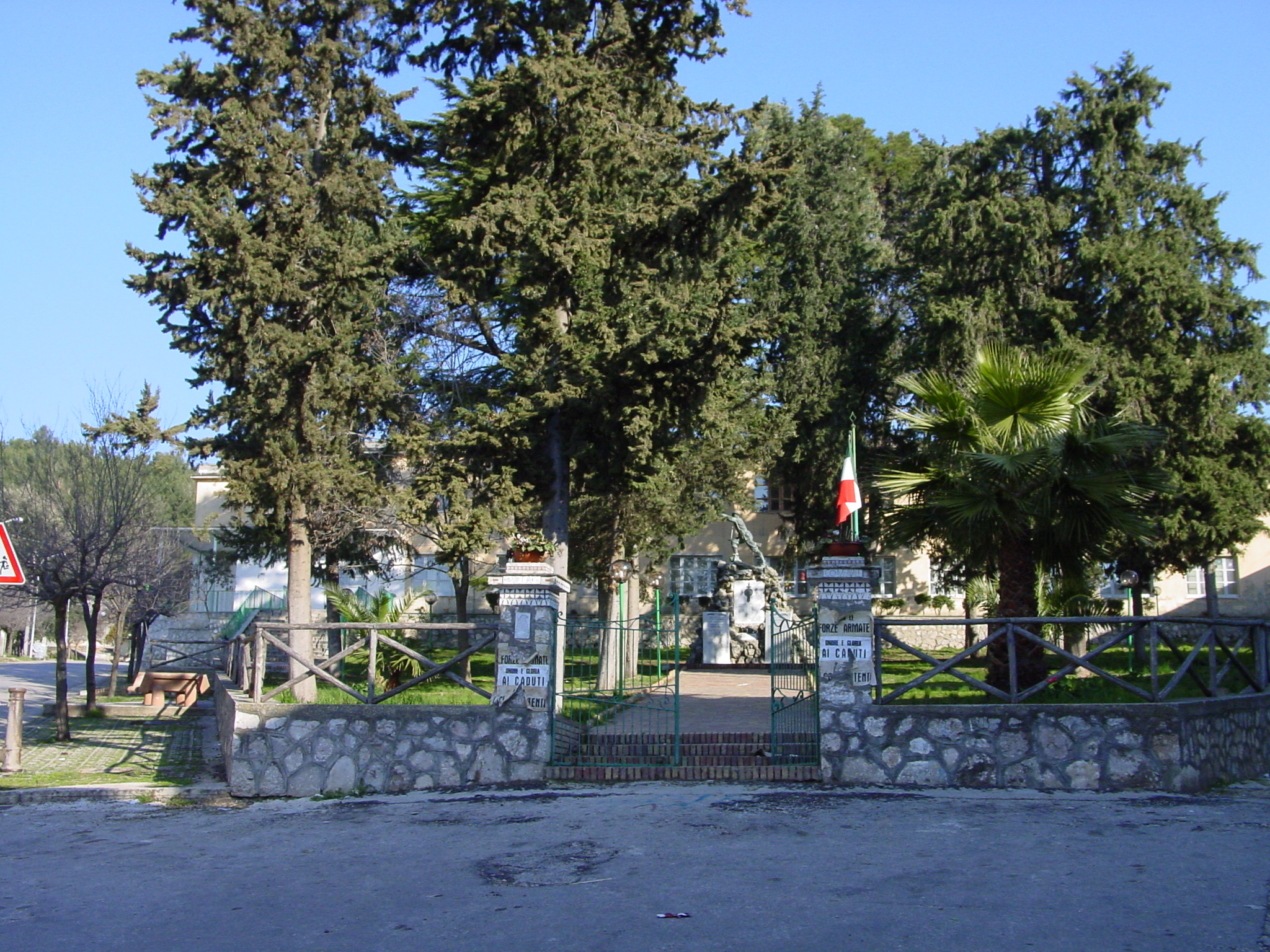
La villa Comunale

- Villa Comunale, si trova nella zona di Monteoliveto, davanti alla scuola elementare. Dominata da piante di aghifogli e altifusti, all'interno della Villa vi è eretto il monumento al Milite Ignoto, per ricordare le vittime pignataresi della prima e seconda guerra mondiale.
- Curvone, è un luogo caratteristico del paese, un tornante sulla via Monteoliveto che porta sulla collina di S. Pasquale. Negli anni è stato un punto di ritrovo per i giovani di Pignataro, in quanto da lì si gode di una interessante vista sia sul paese che su tutta la pianura campana.

### Siti archeologici
- Grotta dei Santi, si trova alla destra del Rio Lanzi, nel territorio del comune di Pignataro Maggiore ed al confine con quello di Calvi Risorta; fu ricavata scavando nel tufo poi intonacato ed affrescato. In epoca preromana fu presumibilmente utilizzata a scopo difensivo, per la sua prossimità ai confini caleni e più tardi ancora, con la nascita del cristianesimo, a scopo eremitico. La grotta, scavata nel tufo, è costituita da due ambienti e probabilmente, in epoca preromana, ebbe una funzione difensiva. Nel primo ambiente, trapezoidale e con le pareti inclinate verso l'interno, la parete di fondo è alta più di 2 m e forma un'iconostasi con piccola abside semicircolare. La grotta è decorata con numerosi affreschi dei secoli X e XI molto danneggiati dal tempo. Degne di nota tra le numerose figure e rappresentazioni quella del martirio di S. Lorenzo, la crocifissione e la leggenda di S. Silvestro (con il Papa nell'atto di respingere il dragone mentre in cielo appaiono i SS. Pietro e Paolo). Nel secondo ambiente, che si apre subito a destra dell'ingresso sono oggi visibili solo labili tracce di affreschi con rappresentazioni di Santi.[17] Il sito, mal custodito, è stato oggetto di numerosi atti di vandalismo e saccheggio in cui, con l'utilizzo di motoseghe, trafficanti d'arte hanno portato via intere porzioni di affreschi rivendute probabilmente sul mercato nero.[18]
- Scavo del Praedium, dall'età del bronzo medio, si conserva un villaggio fortificato. L'area archeologica, posta alle falde del Monte Calvento, in località Triella, restituisce mattoni di argilla e cospicui frammenti ceramici di ampi contenitori di terracotta. Frammenti di intonaco argilloso con l'impronta di rami e i mattoni di argilla, informano sulla struttura delle abitazioni del villaggio. Su un muro circolare di base, alto 50 cm, erano infisse travi verticali che sostenevano il tetto e le pareti di rami intrecciati coperti di argilla. Il pavimento era costituito da solidi mattoni, spessi circa 3 cm.[19]

## Società

### Evoluzione demografica
La prima numerazione della popolazione fu eseguita a Pignataro nel 1545, ma essa è sommaria ed incerta: i nuclei familiari erano 175.
Dalla numerazione focatica del 1658 si apprende che le famiglie erano diminuite a 136; ma nella nuova numerazione del 1664 esse salivano a 204.
Nel 1722 il Vescovo Filippo Positano faceva la sua Santa Visita nelle parrocchie della Diocesi di Calvi:
Pignataro contava allora 1150 anime.
Trentadue anni dopo, nel 1754, veniva formato il Catasto Onciario (che si conserva presso il nostro Comune) dal quale risulta che gli abitanti erano 1450. Alla fine del Settecento (1796) si giunge a 1894.
Nel 1812, come ci informa il Can. Penna, gli abitanti erano 2191; verso il 1820 salgono a 2301 (Partignano ne conta 219); nel 1832 a 2642 (2916, compresi quelli di Partignano). Per i periodi successivi, i dati ce li fornisce lo storico N. Borrelli. Nel 1860 la popolazione si aggira sui 3 000 abitanti; alla fine del secolo (1898) siamo a quota 4114 (sono compresi gli abitanti di Partignano, la cui fusione con Pignataro si era realizzata nel 1808).
Oggi, Pignataro conta circa 7 000 abitanti.
Abitanti censiti

### Etnie e minoranze straniere
Al 1º gennaio 2011 gli stranieri residenti nel Comune di Pignataro Maggiore con regolari permessi di soggiorno assommavano a 205:
Gli Stati con il maggior numero di residenti a Pignataro Maggiore sono (Dati ISTAT al 31 dicembre 2010):
1. Romania, 42
2. India, 42
3. Albania, 41
4. Ucraina, 32
5. Marocco, 21

### Religione
La comunità cattolica pignatarese, possiede tre parrocchie:
- parrocchia di San Giorgio Martire;
- parrocchia di San Vito Martire in Partignano;
- parrocchia di Maria Addolorata.[23]

Anche le feste religiose sono tre, dedicate ai Santi patroni del paese, dei vari rioni e delle tre parrocchie:
- festa per San Giorgio Martire, santo patrono di Pignataro Maggiore;
- festa per San Vito Martire e N.S. del S.Cuore di Gesù, santi patroni della frazione Partignano;
- festa per S.Maria Addolorata, santa patrona del rione Rarone (Gradone).

Nel territorio vi sono presenti anche due case religiose femminili: Suore degli Angeli e il Monastero di S.Croce e due confraternite: S.Giorgio e S.Giuseppe.

### Lingue e dialetti
Il dialetto pignatarese è strutturalmente affine al napoletano, ma presenta differenze importanti per quanto riguarda il lessico, l'accento, la prosodia, alcune costruzioni grammaticali, etc dovute alla vicinanza con il basso Lazio.
Ad esempio, la geminata /l/ nelle parole di genere maschile in napoletano subisce una regolare palatalizzazione: nap. chillo (it. quello) > pign. chiglio.

### Tradizioni
Pignataro Maggiore è luogo di partenza di uno dei più importanti e noti pellegrinaggi religiosi della regione. La tradizione nacque nel 1945 ad opera dei soldati pignataresi impegnati al fronte durante la seconda guerra mondiale, che promisero di compiere ogni anno un pellegrinaggio a piedi verso il Santuario della Madonna di Pompei qualora fossero tornati sani e salvi a casa. Da quell'anno e ininterrottamente, i pellegrini si riuniscono la notte del 5 maggio nella piazza del paese per percorrere insieme a piedi, cantando e pregando, i circa 90 km che separano il comune di Pignataro Maggiore ed il comune di Pompei, arrivando l'8 maggio al Santuario in tempo utile per partecipare alla tradizionale supplica alla Madonna. Il momento di maggior pathos è raggiunto al termine del percorso quando i pellegrini entrano nella Basilica e percorrono in ginocchio l'ultimo pezzo del tragitto fino all'altare maggiore, ove in segno di devozione ci si prostra e si baciano i gradini dell'altare. Col tempo la tradizione ha coinvolto un numero di persone sempre maggiore superando di gran lunga il numero dei reduci e dei figli e nipoti degli stessi, raggruppando centinaia di fedeli provenienti da tutto l'Agro Caleno.

### Emigrazione
All'inizio del Novecento e fino agli anni Settanta, gli abitanti del paese hanno dato origine ad una massiccia migrazione verso l'estero, in particolare diretta negli Stati Uniti, in Svizzera ed in Germania. All'estero si trovano tuttora molti pignataresi e loro discendenti che conservano memoria delle tradizioni e del dialetto locale. In particolare, è forte il legame con la città di Rochester. Quest'ultima storicamente ha sempre vantato una folta rappresentanza di italiani, nel censimento del 1960 un abitante su otto della città era italiano, e secondo uno studio pubblicato nel 1971 "The Italians of Rochester" ben un abitante su cinque era italiano o discendente di italiani. Oggi la città di Rochester accoglie la nona comunità italiana più numerosa degli Stati Uniti. Sempre secondo il citato studio, la migrazione avveniva con una continua aggregazione verso le famiglie e la comunità di concittadini già presente in loco, e ciò ha portato non solo la creazione di una "colonia" coesa con la creazione di proprie parrocchie, negozi, associazioni, ecc., ma anche una evidente distinzione degli appartenenti, all'interno della comunità italiana, per il luogo di provenienza stesso, creando una sorta di "comunità nella comunità"; e sempre secondo il citato studio nella comunità italiana erano distinte ben quattro "sotto-comunità" così indicate: "Sicily, Foggia, Caserta (Pignataro) and Abruzzi". Sal DeRosa, americanizzazione di Salvatore De Rosa, allenatore di calcio vincitore con i Rochester Lancers del campionato di calcio organizzato dalla North American Soccer League (NASL), all'epoca campionato professionistico di vertice del Nord America, è una testimonianza di questo legame.

## Cultura

### Istruzione
Pignataro Maggiore fa parte del distretto scolastico di Capua e presenta 4 plessi scolastici statali

### Museo della civiltà contadina e artigiana
Il museo si trova nella frazione Partignano, nel palazzo Santagata; è allestito con oltre 120 pezzi che rappresentano aspetti della quotidianità, del lavoro e della vita contadina del paese dal settecento ad oggi.
Vi sono oggetti di uso domestico, come i fusi, telai, ferri da stiro a vapore e a gas, poi ci sono gli utensili contadino-artigiani del ramaio, del sellaio, del contadino (aratri in legno), del tipografo (fotocopiatrici in legno) e tanto altro.

### Musica

#### Concorso Internazionale di Canto Lirico 'Enrico Caruso'
Se il comune ha l'appellativo di 'Paese della Musica', questo è grazie soprattutto al Concorso Caruso, una kermesse internazionale, dove si assegnano i premi 'Caruso' e 'Morelli', per le voci pucciniane.
È stato istituito nel 1998 a cadenza biennale dall'Associazione 'Amici della Musica' e presieduta dal Maestro Carlo Majer, direttore artistico del Teatro San Carlo di Napoli e del Teatro Regio di Torino.
Le esibizione si tengono nel palazzo settecentesco Vescovile di Pignataro Maggiore.
Carbonifero
Principale rappresentante della musica moderna di Pignataro Maggiore è il gruppo rock Carbonifero, che affonda le proprie radici proprio all'ombra del monte Maggiore. Nel 2011 i Carbonifero presentano un brano-denuncia, intitolato "La Svizzera dei Clan", che racconta i problemi della cittadina, famosa per essere diventata la culla della camorra per 30 anni. Il brano è stato anche utilizzato per programmi su Rai Radio 1 e Rai Radio 3.
La band, attiva dal 2006, ha condiviso il palco con importanti artisti tra cui Manu Chao, Asian Dub Foundation, Ministri, Marta sui Tubi, Nobraino, 24 Grana, Lo Stato Sociale, Management del Dolore post-Operatorio, Skiantos, 'A67, Foja, Brunori Sas.

### Gastronomia

#### Mozzarella di Bufala Campana
Nella zona Arianova, una zona prettamente agricola situata nel sud del comune, vi è una forte concentrazione di allevamenti e aziende bufaline atte alla produzione di latte utilizzato dai caseifici locali per la produzione di Mozzarella di bufala campana.

#### Mela Annurca
La mela annurca è il prodotto agricolo più importante coltivato nelle terre pignataresi. Il consorzio che tutela questo prodotto, ha inserito Pignataro Maggiore e l'Agro caleno come zona di origine di coltivazione. Vi sono tante cooperative attive sul territorio per la produzione.

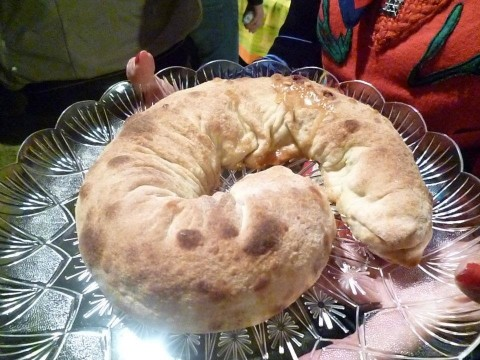
La pizza figliata fatta in casa

#### Pizza Figliata
La pizza figliata o pizza con le noci è un dolce tipico della frazione Partignano.
Essa si presenta come un lungo serpentone di pasta ripieno di noci e miele e per tradizione viene fatta nel periodo della festa patronale di San Vito Martire che cade la terza domenica di settembre.
La sezione di Slow Food di Caserta, dopo attente ricerche, ha deciso di riscoprire a livello regionale e nazionale questa antica ricetta che risale al periodo dell'Unità D'Italia, cercando di ottenerne il marchio di origine e tutelarla, infatti nel periodo autunnale del 2011, nella frazione Partignano è stata organizzata una serata proprio da Slow Food nella preparazione di pizze figliate e canti popolari.

#### Guanto
Il guanto è un dolce tipico dell'Agro caleno: si tratta di un prodotto a base di farina, uova e vino bianco che viene fritto in olio e ricoperto da zucchero con una forma a corona. Esso va gustato caldo per apprezzarne la fragranza e la morbidezza e viene prodotto nelle occasioni importanti quali un matrimonio, un battesimo o un compleanno.

### Eventi
- "Monte>Wave", una rassegna di musica indipendente; si svolge solitamente nella prima settimana di settembre.[senza fonte]

## Geografia antropica

### Urbanistica
Quale sia stato il primo nucleo di abitazioni del paese non è facile dire. Considerando però la struttura di certe case, la loro disposizione e l'intreccio di vie e vicoli, si può delineare il seguente sviluppo.
Due anzitutto sono i punti di riferimento da cui si deve partire: la piazza e la chiesa. La piazza in origine era costituita da quel breve spazio di forma grosso modo circolare, nel quale oggi confluiscono le vie Guindoli, Cavella e Delle Zite. La chiesa parrocchiale era situata alla periferia del villaggio: la chiesetta di San Giorgio che si trova ai piedi di una delle colline, all'estremo nord del paese. A questa si accedeva dall'attuale via Regina Elena, che in origine doveva essere una cupa o viottolo.
Anche uno dei primi nuclei di abitazioni, i vicoli che s'affacciano verso la piazzetta, confluiva, attraverso l'attuale via delle zite, sulla via principale del villaggio (cioè via Regina Elena). Lungo questa strada dovettero svilupparsi le prime abitazioni: vico Pisciglio, vico Cervi, vico Carcerieri, vico San Giorgio, fino ai vicoletti della zona Monte, poco distanti dalla chiesetta. All'inizio del paese, c'era un altro rione, quello dei Gradoni; altri nuclei sparsi erano la Cavella, vico Casavecchia e il vico del palazzo Cianciola in via Guindoli. Il paese era strutturato grosso modo a forma di croce. La linea verticale andava dai Gradoni alla chiesa di San Giorgio, per via Regina Elena; la linea orizzontale era formata da via Guindoli che passando per la piazzetta continuava fino a Partignano, che era però un villaggio a sé. Agli inizi del Seicento risale la costruzione del Palazzo Alvino, poi Scorpio (attuale sede comunale).
Verso il 1650 si comincia a costruire l'Episcopio presso la piazza; all'inizio del Settecento sorgono i primi palazzi signorili lungo una nuova strada (via Roma), parallela a via Regina Elena, ma di questa più larga: Casa Borrelli, Casa De Stavola, Casa Del Prete, e più tardi Casa Vito. Verso il 1760-70 viene rifatto l'Episcopio e costruita la nuova chiesa; nel 1789 sorge il palazzo dei Barricelli (poi Romagnuolo) con il maestoso portale all'imbocco di via Cavella e che s'affaccia sulla piazza. Nell'Ottocento sorge qualche altro palazzo: quello alla confluenza di via Roma e via Cavella, il palazzo Penna in via Guindoli.
Infine, tra il 1920 e il 1930 Pignataro si unisce a Partignano.

### Toponomastica

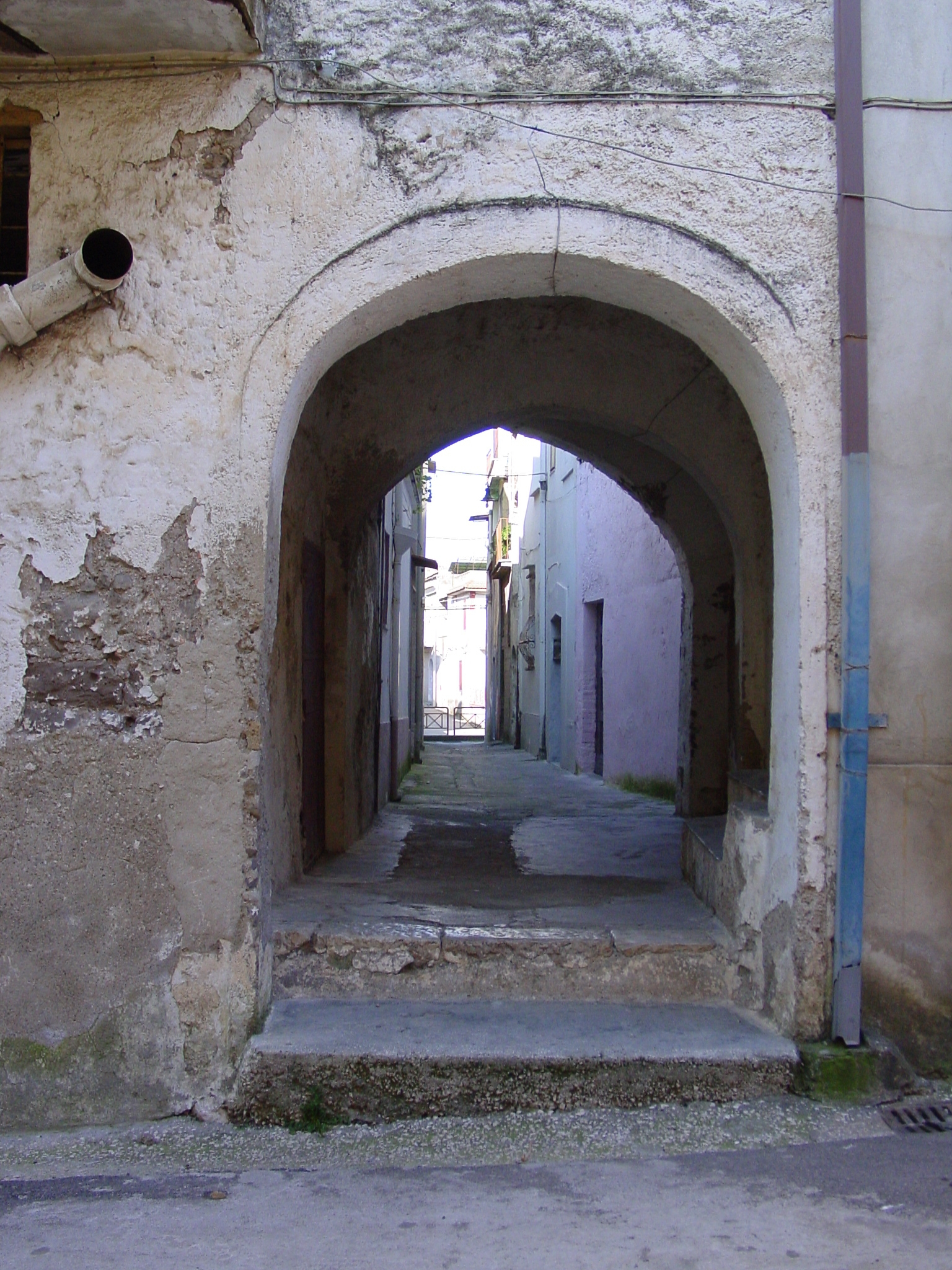
Vicolo Scuro

I nomi, di strade o rioni, più caratteristici di Pignataro, sono:
- il Gradone, che denomina un rione del paese, un tempo strutturato a grossi gradi, data la forte pendenza del suolo;
- Monte, cioè la strada che porta verso la montagna;
- Vìnnoli (o Uìnnoli o Guìndoli) che deriva il nome dal « bindolo » (macchina per sollevare acqua) con riferimento ai numerosi pozzi pubblici che un tempo si trovavano lungo quella strada;
- Munezzaro (che significa immondezzaio) era un luogo destinato alla raccolta dell'immondizia;
- Vico Pisciglio: non è sicura la sua origine: forse vi si vendeva il pesce;
- Vico Storto: il significato è evidente;
- Vico Carcerieri: vi abitava il custode del carcere;
- Vico Molinari: vi abitava il mugnaio;
- Vico Cervi, dalla famiglia Cerbo;
- Cavella, da una cava di pietre di tufo;
- Le Pentite: o « Via del pendìo» o « Via del palazzo in cui vi erano ricoverate le donne che si pentivano di aver condotto una vita disonesta »;
- Vico Casaveccia: o da una « Casa vecchia» o perché vi abitava una « famiglia Del Vecchio »;
- Jardina: via del giardino.

A questi toponimi antichi se ne aggiunsero poi altri nel periodo fascista: Regina Elena, Vittorio Emanuele, Vittorio Veneto, Umberto I, A. Diaz, Duca d'Aosta, ecc. Nell'ultimo decennio, con lo sviluppo delle abitazioni, le nuove strade sono, state intitolate a poeti e musicisti o hanno legato il loro nome a ricordi patriottici. Alcune ricordano uomini illustri di Pignataro: il colonnello Luigi Vito, Antonio Jannotta medaglia d'oro, il tenente Vincenzo Di Battista.

## Economia

### Agricoltura
L'agricoltura è alla base dell'economia del comune, seppur investita tardi dal processo di meccanizzazione per via della questione meridionale che si è creata all'epoca dell'unità d'Italia. Il territorio ne ha favorito lo sviluppo, in quanto la fertilità del terreno agevolata dalla presenza a soli 3 metri di profondità delle falde acquifere, ha fatto sì che potessero essere coltivati tanti prodotti di qualità.
Tante le aziende agricole presenti sul territorio, concentrate tutte nel sud del territorio del comune, nella zona tra l'Appia e la Casilina e l'Arianova, prevalentemente di produzione di Mozzarella di Bufala Campana, olio, tabacco, pesche, mele e ortaggi vari.

### Industria
Pignataro presenta sul proprio territorio una zona industriale denominata, dalla Provincia di Caserta, ASI Volturno Nord, che ha appunto sede nel comune ma abbraccia anche i comuni di Pastorano, Calvi Risorta e Sparanise.
Tante sono le industrie presenti, dalla produzione di accessori per automobili all'industria caseario-alimentare, dalla produzione di elettrodomestici alla logistica e trasporti.
L'ASI è posta in una zona cruciale per lo sviluppo economico sia comunale che provinciale, infatti essa è contigua alla S.S Appia e al casello autostradale di Capua A1.

## Infrastrutture e trasporti

### Strade
Pignataro Maggiore è interessata dalla strada statale 6 Via Casilina, che collega il paese con i comuni dell'Alto Casertano, e dalla strada statale 7 Via Appia, che la collega con il capoluogo.

### Ferrovie
Il paese è servito dalla stazione di Pignataro Maggiore, sulla ferrovia Roma-Cassino-Napoli.

### Mobilità urbana
I trasporti interurbani della località vengono svolti con autoservizi di linea gestiti da AIR Campania.

## Amministrazione

### Cronologia dei sindaci
| Periodo | Periodo  | Primo cittadino         | Partito                                              | Carica                    | Note |
| ------- | -------- | ----------------------- | ---------------------------------------------------- | ------------------------- | ---- |
| 1983    | 1988     | Gabriele Borrelli       | Democrazia Cristiana                                 | Sindaco                   |      |
| 1988    | 1989     | Pasquale Minieri        | Democrazia Cristiana                                 | Sindaco                   |      |
| 1989    | 1994     | Angelo Mazzuoccolo      | Democrazia Cristiana                                 | Sindaco                   |      |
| 1994    | 1998     | Giovan Giuseppe Palumbo | Lista civica: (PDS)                                  | Sindaco                   |      |
| 1998    | 2000     | Giovan Giuseppe Palumbo | Lista civica: (Democratici di Sinistra)              | Sindaco                   |      |
| 2000    | 2001     | Emilia Tarantino        |                                                      | commissario prefettizio   |      |
| 2001    | 2002     | Paolino Maddaloni       |                                                      | commissario straordinario |      |
| 2002    | 2005     | Giorgio Magliocca       | Lista civica: (Forza Italia)                         | Sindaco                   |      |
| 2005    | 2006     | Paolino Maddaloni       |                                                      | commissario straordinario |      |
| 2006    | 2011     | Giorgio Magliocca       | Forza Italia                                         | Sindaco                   |      |
| 2011    | 2016     | Raimondo Cuccaro        | Lista civica: (La Svolta), (Unione e Libertà), (PdL) | Sindaco                   |      |
| 2016    | 2024     | Giorgio Magliocca       | Forza Italia                                         | Sindaco                   |      |
| 2024    | 2025     | Savina Macchiarella     |                                                      | commissario straordinario |      |
| 2025    | in corso | Giovan Giuseppe Palumbo | Prima Pignataro-Rinascita Civica                     | Sindaco                   |      |

### Gemellaggi
- Sault. Le foto dei diversi incontri di questi anni sono disponibili all'URL .

## Sport

### Impianti sportivi
Il paese è dotato di due campi di calcio:
- Campo Sportivo 'Romano', costruito tra il 1929 e il 1923, sito in Via Monteoliveto;
- il nuovo comunale o nuovo campo sportivo, di recente costruzione, fu finanziato dalla famiglia Turino che allora era ai vertici dell'S.S. Pignataro Calcio, sito in Via Tuoro.[41]

Ai piedi della collina di S. Pasquale, vi è la Polisportiva Pignataro che è attrezzata di un campo di erba sintetica per il calcio a 5, un campo per le partite di basket e pallavolo, tavoli da ping-pong, spogliatoi.
Altre due palestre adibiti per il basket e la pallavolo, sono annesse alla Scuola Media L. Martone e alla Scuola Elementare G. Pascoli.

### Calcio
Il calcio, come nella maggior parte dei comuni d'Italia, è lo sport che accentra più attenzioni sia tra giovani che tra meno giovani. In particolare, Pignataro Maggiore è sede di due squadre di calcio:
- Atletico Nuova Pignataro[42] militante nel campionato di Terza Categoria, gioca le proprie partite casalinghe nel Campo Sportivo 'Romano';
- Polisportiva Pignataro militante nel campionato juniores, gioca le proprie partite casalinge nel Campo Sportivo della Polisportiva sita in monte Oliveto.

### Basket
Ogni anno, viene organizzato il consueto appuntamento con il 'Torneo dei Quattro Rioni', un torneo che mette in gara quattro squadre rappresentative dei quattro rioni del paese, che si sfidano in un torneo sul campo di basket della polisportiva. Le quattro squadre sono le seguenti:
- Monte;
- Vinnoli;
- Rarone;
- Partignano.[43]

### Pallavolo
La Granvolley Pignataro è la squadra di volley del paese, con numerose partecipazioni alla Prima Divisione della FIPAV Caserta. Svolge le proprie gare casalinghe presso la palestra della Scuola Media Statale 'G.Pascoli'.

### Podismo
Il Circolo sportivo 'il Goal', organizza da 21 anni, la Strapignataro, la manifestazione podistica del paese, inserita nel calendario nazionale della FIASP, nel mese di maggio.

### Bocce
Nella frazione Partignano, vi è la Bocciofila 'San Vito', che partecipa a numerosi tornei ed eventi organizzati dalla Federazione Italiana Bocce.